# Campeonato Mundial de Xadrez de 1999 (FIDE)
O Campeonato Mundial de Xadrez de 1999 da FIDE foi realizado em Las Vegas, entre 31 de julho e 28 de agosto. A competição foi realizada no formato eliminatório com matches curtos, de modo similar ao campeonato de 1998. O então campeão FIDE Anatoly Karpov não teria nenhum privilégio especial por ser campeão e como protesto não participou do evento. Os finalistas foram os russos Alexander Khalifman e Vladimir Akopian, tendo o primeiro vencido por 3½ a 2½ e se tornado o campeão mundial FIDE.